# Moteur de wiki

Logo de MediaWiki, le plus célèbre moteur de wiki, utilisé notamment par Wikipédia et les autres projets du mouvement Wikimédia.

Un moteur de wiki est un logiciel  de la famille des systèmes de gestion de contenu permettant de réaliser des wikis. C'est un logiciel collaboratif qui a comme fonctionnalité spécifique la gestion d'un wiki et de ses utilisateurs. Ceux-ci peuvent créer, modifier et gérer collaborativement les pages et des entrées du wiki à l'aide d'un navigateur web. Un système wiki est généralement une application web qui fonctionne sur un ou plusieurs serveurs web. Le contenu, y compris les révisions précédentes, est souvent stocké dans un système de fichiers ou une base de données.
Il existe des dizaines de moteurs wiki, développés dans des langages de programmations différents, fonctionnant sur diverses plateformes, avec code ouvert ou logiciel propriétaire, et avec des fonctionnalités plus ou moins similaires.

## Historique
Le premier moteur de wiki a été créé en 1995 par Ward Cunningham pour la réalisation du premier site Wiki : le Portland Pattern Repository (en) (référentiel de motifs de Portland, « motif » désignant ici les motifs informatiques de conception, d'architecture, etc.).
Le succès de ce concept a immédiatement passionné beaucoup de monde. De nombreux sites wiki ont fait leur apparition. D'autres moteurs de wiki, reprennent, adaptent, simplifient ou augmentent les fonctionnalités du moteur originel de Ward Cunningham.
Le premier moteur faisait l'objet de fonctionnalités plutôt basiques et s'est peu à peu enrichi. Des moteurs beaucoup plus riches, mais parfois aussi plus simples ont vu le jour progressivement.
Le premier moteur était programmé en Perl et depuis, la  plupart des langages de programmation spécialisés web ont au moins une mise en œuvre d'un wiki.
En 2003, il existe plusieurs centaines de moteurs de wiki.

## Fonctionnalités

### Fonctionnalités de base
Aucune de ces fonctionnalités n'est forcément présente dans un moteur de wiki, mais ces fonctionnalités sont directement liées au principe du wiki.
- Possibilité, pour chaque personne, sauf exception, de créer et modifier chaque page ;
- Possibilité ou non de s'identifier (compte d'utilisateur) ;
- Obligation ou pas de s'identifier pour pouvoir éditer une page ;
- Gestion de l'historique de modification des pages (limité dans le temps ou complet depuis la création de la page) ;
- Possibilité d'inclure ou non du code HTML dans les pages ;
- Syntaxe plus ou moins riche du langage associé au moteur.

### Fonctionnalités évoluées
En plus de ces fonctionnalités, certains moteurs de wiki permettent de mettre en œuvre des fonctionnalités évoluées, se rapprochant ainsi des portails web : gestion de plugins, de calendrier, de forums, d'albums photos, d'espaces de discussion, de fils d'information et syndication de contenu entre différents wikis.

## Moteurs de wiki les plus notoires

### Par langage
Parmi les plus célèbres moteurs de wiki en Java, on trouve Confluence par Atlassian (multilingue avec système de plugin évolué et un éditeur de contenu WYSIWYG) et XWiki, moteur open source pour les wikis d'entreprise et intégrant des fonctionnalités avancées (multilingue, gestion de données structurées et applicatif).
TiddlyWiki est un moteur de wiki écrit en HTML et JavaScript qui a pour principales caractéristiques de pouvoir fonctionner sans serveur et de stocker l'ensemble du site web dans un seul fichier. Divers modules ont été ajoutés par la suite afin d'étendre les possibilités de ce wiki très particulier : entre autres, du PHP pour stocker en dynamique les pages modifiables en direct sur le site. TiddlyWiki existe également en version Node.js.
TWiki et WikiWikiWeb sont en Perl.
Parmi les plus célèbres moteurs de wiki en PHP, on trouve :
- DokuWiki - Wiki efficace au style personnalisable (template) permet : tableau, documents joints, images intégrées. Aucune base de données n'est requise (toutes les données sont stockées dans des fichiers texte). Syntaxe simple, mais puissante. Assure la lisibilité des fichiers de données en dehors du Wiki. Facilite la création de textes structurés et documentations de toutes sortes. N'intégrant pas de page de discussion en natif, Dokuwiki est très utilisé pour créer des documentations techniques, ou dans d'autres domaines pour lesquels le contenu créé est peu sujet à débat ;
- MediaWiki - le moteur de wiki utilisé par Wikipédia (et, de façon générale, par l'ensemble des wikis de la Wikimedia Foundation), ainsi que par FANDOM (anciennement Wikia). Il est également disponible librement pour être utilisé dans d'autres wikis, et jouit d'une grande popularité parmi les wikis non-Wikimedia. Semantic MediaWiki est une extension ajoutant des fonctionnalités de web sémantique à MediaWiki. Il permet de stocker et d'interroger des données dans les pages du wiki comme une base de données. Il est également conçu pour faciliter et combiner la création collaborative dans un wiki ;
- PmWiki - Wiki évolué sans base de données (multilingue) ;
- Tikiwiki - Suite complète de fonctionnalités bâties autour du wiki.
- Bookstack - Fondé sur Laravel, le moteur à une approche de présentation des données comme une bibliothèque (livres, chapitres, étagères). Syntaxe limitée à Markdown ou un WYSIWYG.

### Par mode de stockage des données
DokuWiki ne nécessite pas de base de données, les données du Wiki sont stockées sous forme de fichiers.

### Moteurs de bureau / hors ligne
TiddlyWiki s'utilise avec un navigateur web.
Tomboy s'utilise en local avec un système Windows ou GNU/Linux.

### Divers
Lotus Connections, développé par IBM Lotus Software propose une fonctionnalité wiki (pour les wikis d'entreprise).